# Альмендерово
Альменде́рово (тат. Әлмәндәр) — село в Апастовском районе  Республики Татарстан. Является административным центром Альмендеровского сельского поселения.

## Этимология
Топоним произошёл от антропонима «Әлмәндәр» (Альмендер).

## География
Село расположено на реке Ока, в 19 километрах к северо-востоку от районного центра — посёлка городского типа Апастово. Высота над уровнем моря — 95 м.

### Климат
Климат в селе умеренно-континентальный, Dfb по классификации Кёппена. Средняя температура воздуха — 5,0 °C, среднегодовое количество осадков — 655 мм.

## История
В «Списке населенных мест по сведениям 1859 года», изданном в 1866 году, населённый пункт упомянут как казённая деревня Альмендерово 1-го стана Тетюшского уезда Казанской губернии. Располагалась при безымянной речке, по левую сторону Казанского торгового тракта, в 38 верстах от уездного города Тетюши и в 30 верстах от становой квартиры в казённом селе Новотроицкое (Сюкеево). В деревне в 117 дворах жили 717 человек (299 мужчин и 418 женщин). Была мечеть.

## Население
| 1782 | 1859 | 1897 | 1908 | 1920 | 1926 | 1938 | 1949 | 1958 | 1970 | 1979 | 1989 | 2000 | 2002 | 2010 | 2015 |
| ---- | ---- | ---- | ---- | ---- | ---- | ---- | ---- | ---- | ---- | ---- | ---- | ---- | ---- | ---- | ---- |
| 170  | 717  | 998  | 1176 | 1082 | 579  | 739  | 528  | 450  | 505  | 437  | 367  | 353  | 352  | 316  | 240  |

Национальный состав
Согласно результатам переписи 2002 года, в национальной структуре населения села татары составляли 100% из 352 человек.

## Инфраструктура
В селе действуют детский сад, дом культуры, фельдшерско-акушерский пункт, почтовое отделение № 422359. В селе 5 улиц. 

## Религия
В селе действует мечеть (2006 г.).